# Kirsten Rolffes
Cet article possède un paronyme, voir Rolf.
Kirsten Rolffes, née le 20 septembre 1928 à Copenhague et morte dans cette ville le 10 avril 2000, est une actrice danoise.

## Biographie
Rolffes a joué dans de nombreux films lors des années 1950, 1960 et 1970. En fin de carrière, elle abandonne le cinéma pour faire des rôles dans des séries télévisées. Sa dernière participation est pour une mini-série intitulée L'Hôpital et ses fantômes.